# Нивочинська сільська рада
| Нивочинська сільська рада — орган місцевого самоврядування у Богородчанському районі Івано-Франківської області з адміністративним центром у с. Нивочин. Загальна площа території сільської ради становить 5206,70 га, площа населених пунктів – 666,90 га. Водоймища на території, підпорядкованій даній раді: річка Нивочинка, притока Бистриці Солотвинської. Сільській раді підпорядковані населені пункти: - с. Нивочин - с. Гринівка - с. Лесівка Рада складається з 16 депутатів та голови. |

### Керівний склад ради
| ПІБ                       | Основні відомості                                                           | Дата обрання | Дата звільнення |
| ------------------------- | --------------------------------------------------------------------------- | ------------ | --------------- |
| Олексин Марія Йосафатівна | Сільський голова, 1958 року народження, освіта, член Народного Руху України | 26.03.2006   | 31.10.2010      |
| Лесів Іван Миколайович    | Сільський голова, 1969 року народження, освіта вища, безпартійний           | 31.10.2010   |                 |

Примітка: таблиця складена за даними джерела

## Історія
На місці, де зараз знаходиться село Нивочин, колись давно були непрохідні ліси і хащі. Тут переховувалися селяни, які тікали від гніту польських панів. Про це розповідають різні легенди. Одна з найпоширеніших засвідчує, що один із втікачів «учинив» ниву серед тих заростів і пристосував її для землеробства. З часом тут утворилося поселення, яке назвали Нивочин – від слів «нива» і «учинити». Сини засновника ниви Олексій (Лесь) і Гринь продовжували розширювати земельні угіддя. Ставши самостійними ґаздами, вони заснували поруч з Нивочином нові села, які дістали назви, похідні від їх імен, - Лесівка та Гринівка.

## Організації
На території Нивочинської сільської ради працюють:
- Нивочинська загальноосвітня школа І-ІІ ступенів;
- Гринівська загальноосвітня школа І-ІІ ступенів;
- Лесівський навчально-виховний комплекс І ступеня;
- фельдшерсько-акушерські пункти в селах: Нивочин, Гринівка, та Лесівка;
- будинок культури в с.Нивочин та сільські клуби в с.Гринівка,Лесівка;
- сільські бібліотеки в селах Нивочин, Гринівка та Лесівка.
- До послуг жителів сіл працює поштове відділення в с.Нивочин.

## Релігія
Духовне становлення жителів сіл нерозривно пов’язане з ревною християнською вірою. У Лесівці УГКЦ святих Петра і Павла була збудована 1805 року. Це – найстаріша споруда, яка збереглася у первісному вигляді, не зважаючи на буревії історії. УГКЦ Вознесіння Христового с.Гринівка зведена у далекому 1860 році. У с.Нивочин діє два храми – УПЦ КП Святого Миколая, збудована у 1892 році та УГКЦ  Святого Миколая, збудована зовсім недавно – 1996 року.

## Торгівля
У селах функціонують 8 приватних магазинів та 3 кафе.
На території сільської ради проживає – 1625 жителів (655- у Нивочині, 627 – у Гринівці, 343 – у Лесівці). 
Села Нивочин, Гринівка, Лесівка – неповторний куточок на заході України, що мають  багату історію, унікальне географічне положення, родючі і щедрі на природні багатства землі і, найважливіше, працьовитих , енергійних, зі світлою душею людей, які люблять його, вірять у його перспективи, і горять  бажанням зробити  рідне село заможним і процвітаючим, відродити історичні та культурні традиції , дати можливість молодому поколінню реалізувати свої знання і вміння не в гірких закордонних заробітках, а на рідній землі, в дружній сім’ї односельчан, на благо власної родини і громади. 

## Історія
Перші згадки про населені пункти датуються  1658р. 

## Географія
Майже не зачеплене антропогенним та техногенними впливами історико-ландшафтне середовище, ліси та урочища  ( 2041,70 га) з мальовничими ставками та струмками.  

### Географічне положення
Села Нивочинської сільської ради входять до складу Богородчанського району Івано-Франківської області, розміщені за 10 км від районного центру смт.Богородчани і мають надзвичайно зручне географічне положення. Села розташовані за 8 км від автостради Івано-Франківськ – Богородчани. 

## Економіка
Сфери зайнятості: ведення індивідуального господарства, приватне підприємництво, соціальна сфера.
Недавно в с. Нивочин розпочала діяльність кролеферма «Галицький кріль» приватного підприємця Івана Федоріва. Зараз на фермі є 240 кролематок та 1200 голів молодих кролів. Кролеферма працює за двома напрямками – м’ясним і племінним. Керівник поставив перед собою благородне завдання: забезпечити якісною м’ясною продукцією як жителів району,  так і області. Це сільськогосподарське підприємство використало для своїх господарських потреб колишні виробничі приміщення колгоспу, переобладнані на сучасну кролеферму з урахуванням усіх ветеринарних, гігієнічних, технічних умов і температурних режимів. Обладнання підприємець закупив в Угорщині, а також перейняв від угорських колег досвід з питань розведення та утримання кролів. У перспективі – відкриття у Богородчанах торговельної точки для продажу корисного і смачного кролячого м’яса. 

## Побут
Килими, портьєри, рушники, серветки, диванні накидки – з усім цим легко впорається вчитель за професією і ткаля за покликанням Галина Михайлівна Гебура з с.Нивочин. Її хатина нагадує ошатну гуцульську хатину, наповнену неоціненним багатством – створеними власноруч виробами-оберегами.
Незліченна кількість вишитих ікон, сорочок, рушників, подушок, скатертин, серветок є в будинках неперевершених майстринь-вишивальниць Галини Говери та Оксани Хмелівської (с.Нивочин).
Майстрині по випічці  весільних короваїв, калачів – жителька села Гринівка Сенич Марія Василівна,жительки села Нивочин Гошівська Ганна Василівна Та Говега Параска Пилипівна.
Фольклорний колектив села Гринівка, Капличка в центрі села Гринівка, яку за власні кошти  звели Сенич Оксана Василівна і Сенич  Ярослав Романович.
Капличка  в Гринівській ЗОШ 1-11 ступенів

## Пам'ятки
Найстаріша церква на території Нивочинської сільської ради в селі Лесівка: Українська Греко-Католицька Церква Святих Петра і Павла -  побудована в 1805році.